# Xã Chatham, Quận Tioga, Pennsylvania
Xã Chatham (tiếng Anh: Chatham Township) là một xã thuộc quận Tioga, tiểu bang Pennsylvania, Hoa Kỳ. Năm 2010, dân số của xã này là 588 người.